# Народи В'єтнаму
Офіційно у В'єтнамі налічується 54 корінних національностей. На практиці деякі малі етномовні групи об'єднані з більшими і реальне число етнічних груп помітно вище. Так, згідно з Ethnologue [Архівовано 25 листопада 2012 у Wayback Machine.], у В'єтнамі налічується 103 мов.
Офіційні національності згруповані в 8 офіційних же угруповань за мовною ознакою: в'єт-мионзькі (тобто народи, що говорять на мовах в'єтмионзької групи мон-кхмерських мов), мон-кхмерські (народи, що говорять іншими мон-кхмерськими мовами), тибето-бірманські, китайські, тайські, мяо-яо, тямські (народи, що говорять чамськими мовами) та інші (включає тільки народи, що говорять кадайськими мовами), а також іноземці.
У В'єтнамі, крім того, багато гірських народи об'єднуються в групу горян (Montagnard) або тхионг.

## Повний список
Нижче в таблиці представлені всі 54 офіційні національності із зазначенням в'єтнамської назви, чисельності за переписами населення 1999 і 2009 років із зазначенням включених до складу відповідних народів дрібніших груп (вказано поки не для всіх).
| Українська назва                            | В'єтнамська назва | Чисельність (1999) | % (1999) | Чисельність (2009) | % (2009) | Примітки                                                        |
| ------------------------------------------- | ----------------- | ------------------ | -------- | ------------------ | -------- | --------------------------------------------------------------- |
| В'єт-мионзька група мон-кхмерських народів: | Việt              | 67 005 456         | 87,79    | 74 943 870         | 87,30    |                                                                 |
| В'єтнамці (кінь)                            | Kinh              | 65 795 718         | 86,21    | 73 594 427         | 85,73    |                                                                 |
| Мионги                                      | Mường             | 1 137 515          | 1,49     | 1 268 963          | 1,48     | близькі до в'єтнамців, в провінції Хоабінь — 63,3 %.            |
| Тхо                                         | Thổ               | 68 394             | 0,09     | 74 458             | 0,09     | включаючи куой, данлай, хунг.                                   |
| Тьїт (тіт)                                  | Chứt              | 3 829              | 0,01     | 6 022              | 0,01     | включаючи арем, маленг                                          |
| інші групи мон-кхмерських народів:          | Môn-Khơ Me        | 2 101 203          | 2,75     | 2 587 541          | 3,01     |                                                                 |
| ( Кхмерська група) :                        |                   |                    |          |                    |          |                                                                 |
| Кхмери                                      | Khơ Me            | 1 055 174          | 1,38     | 1 260 640          | 1,47     |                                                                 |
| ( Банарська група) :                        |                   |                    |          |                    |          |                                                                 |
| Банари (банар)                              | Bana              | 174 456            | 0,23     | 227 716            | 0,27     |                                                                 |
| Седанги                                     | Xơ đăng           | 127 148            | 0,17     | 169 501            | 0,20     |                                                                 |
| Кого (сре)                                  | Cờ Ho             | 128 723            | 0,17     | 166 112            | 0,19     |                                                                 |
| Гре (тямре)                                 | H'rê              | 113 111            | 0,15     | 127 420            | 0,15     |                                                                 |
| Мнонги (пнонги)                             | M'nông            | 92 451             | 0,12     | 102 741            | 0,12     |                                                                 |
| Стієнги                                     | Xtiêng            | 66 788             | 0,09     | 85 436             | 0,10     |                                                                 |
| Зе (же), ченг                               | Gié Triêng        | 30 243             | 0,04     | 50 962             | 0,06     |                                                                 |
| Ма                                          | Mạ                | 33 338             | 0,04     | 41 405             | 0,05     |                                                                 |
| Кор (куа)                                   | Co                | 27 766             | 0,04     | 33 817             | 0,04     |                                                                 |
| Тьоро                                       | Chơ Ro            | 22 567             | 0,03     | 26 855             | 0,03     |                                                                 |
| Ромам                                       | Rơ Măm            | 352                | 0,00     | 436                | 0,00     |                                                                 |
| Брау                                        | Brau              | 313                | 0,00     | 397                | 0,00     |                                                                 |
| ( Кхмуйская група) :                        |                   |                    |          |                    |          |                                                                 |
| Кхму                                        | Khơ mú            | 56 542             | 0,07     | 72 929             | 0,08     |                                                                 |
| Синьмун (пуок)                              | Xinh mủn          | 18 018             | 0,02     | 23 278             | 0,03     |                                                                 |
| Кханг                                       | Khang             | 10 272             | 0,01     | 13 840             | 0,02     |                                                                 |
| Оду                                         | O đu              | 301                | 0,00     | 376                | 0,00     |                                                                 |
| ( Катуйська група) :                        |                   |                    |          |                    |          |                                                                 |
| Бру-ванк'єу                                 | Bru Vân Kiều      | 55 559             | 0,07     | 74 506             | 0,09     |                                                                 |
| Кату                                        | Cơtu              | 50 458             | 0,07     | 61 588             | 0,07     |                                                                 |
| Таой                                        | Tà ôi             | 34 960             | 0,05     | 43 886             | 0,05     |                                                                 |
| ( Манзька група) :                          |                   |                    |          |                    |          |                                                                 |
| Манг                                        | Mang              | 2 663              | 0,00     | 3 700              | 0,00     |                                                                 |
| Тибето-бірманські народи:                   | Tạng-Miến         | 39 278             | 0,05     | 49 599             | 0,06     |                                                                 |
| Хані (уні)                                  | Hà Nhì            | 17 535             | 0,02     | 21 725             | 0,03     |                                                                 |
| Фула                                        | Phù Lá            | 9 046              | 0,01     | 10 944             | 0,01     |                                                                 |
| Лаху (косунг)                               | La Hủ             | 6 874              | 0,01     | 9 651              | 0,01     |                                                                 |
| Лоло                                        | Lô Lô             | 3 307              | 0,00     | 4 541              | 0,01     |                                                                 |
| Пхуной (конг)                               | Cống              | 1 676              | 0,00     | 2 029              | 0,00     |                                                                 |
| Сила                                        | Si La             | 840                | 0,00     | 709                | 0,00     |                                                                 |
| Китайці:                                    | Hán               | 993449             | 1,30     | 970927             | 1,13     |                                                                 |
| Хоа                                         | Hoa               | 862 371            | 1,13     | 823 071            | 0,96     | мова юе (кантонська)                                            |
| Санзіу (чай)                                | Sán Dìu           | 126 237            | 0,17     | 146 821            | 0,17     | переселенці з Гуандуна 1600-х років                             |
| Нгай                                        | Ngái              | 4 841              | 0,01     | 1 035              | 0,00     | китайці, що живуть в селах уздовж кордону з КНР                 |
| Тайські народи:                             | Tày-Thái          | 3877503            | 5,08     | 4396444            | 5,12     |                                                                 |
| Тай (тхо)                                   | Tày               | 1 477 514          | 1,94     | 1 626 392          | 1,89     | У провінції Баккан — 52,9 %, Каобанг — 41,0 %, Лангшон — 35,9 % |
| Тхай                                        | Thái              | 1 328 725          | 1,74     | 1 550 423          | 1,81     | У провінції Шонла — 53,2 %, Дьєнб'єн — 38,0 %, Лайтяу — 32,3 %  |
| Нунг                                        | Nùng              | 856 412            | 1,12     | 968 800            | 1,13     | У провінції Лангшон — 43,0 %, Каобанг — 31,1 %                  |
| Сантяй                                      | Sán Chay (Cao La) | 147 315            | 0,19     | 169 410            | 0,20     |                                                                 |
| Зяй (нянг, зей)                             | Giáy              | 49 098             | 0,06     | 58 617             | 0,07     |                                                                 |
| Лао                                         | Lào               | 11 611             | 0,02     | 14 928             | 0,02     |                                                                 |
| Ли                                          | Lự                | 4 964              | 0,01     | 5 601              | 0,01     |                                                                 |
| Буї                                         | Bố Y              | 1 864              | 0,00     | 2 273              | 0,00     |                                                                 |
| Кадайські народи                            | Khác (Інші)       | 19021              | 0,02     | 24658              | 0,03     |                                                                 |
| Латі                                        | La Chí            | 10 765             | 0,01     | 13 158             | 0,02     |                                                                 |
| Лага                                        | La Ha             | 5 686              | 0,01     | 8 177              | 0,01     |                                                                 |
| Гелао                                       | Cơ Lao            | 1 865              | 0,00     | 2 636              | 0,00     |                                                                 |
| Пупео                                       | Pu Péo            | 705                | 0,00     | 687                | 0,00     |                                                                 |
| Мяо-яо:                                     | H'Mông-Dao        | 141 3711           | 1,85     | 1 826 067          | 2,13     |                                                                 |
| Мео (мяо, хмонг)                            | H'Mông            | 787 604            | 1,03     | 1 068 189          | 1,24     | У провінції Дьєнб'єн — 34,8 %                                   |
| Зао (яо)                                    | Dao               | 620 538            | 0,81     | 751 067            | 0,87     |                                                                 |
| Патхен                                      | Pà Thén           | 5 569              | 0,01     | 6 811              | 0,01     |                                                                 |
| Тямські народи                              | Nam đảo           | 832 687            | 1,09     | 1 045 757          | 1,22     |                                                                 |
| Зярай                                       | Gia rai           | 317 557            | 0,42     | 411 275            | 0,48     |                                                                 |
| Еде (раде)                                  | Ê đê              | 270 348            | 0,35     | 331 194            | 0,39     |                                                                 |
| Тями (чами)                                 | Chăm              | 132 873            | 0,17     | 161 729            | 0,19     | включаючи харой                                                 |
| Раглай (рай)                                | Ra glai           | 96 931             | 0,13     | 122 245            | 0,14     |                                                                 |
| Тюру (чуру)                                 | Chu ru            | 14 978             | 0,02     | 19 314             | 0,02     |                                                                 |
|                                             |                   |                    |          |                    |          |                                                                 |
| іноземці                                    |                   | 39 532             | 0,05     | 2 134              | 0,00     |                                                                 |
| Не вказали національність                   |                   | 1 333              | 0,00     |                    |          |                                                                 |
| Всього                                      |                   | 76 323 173         | 100,00   | 85 846 997         | 100,00   |                                                                 |

## В'єт-мионзька група

### В'єтнамці

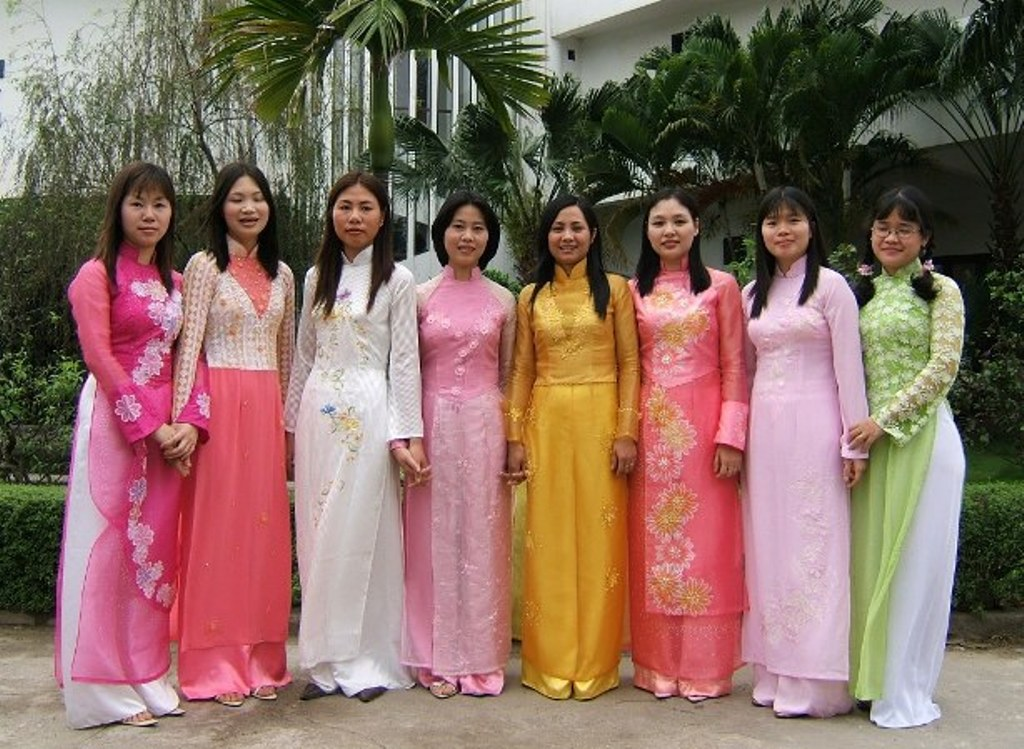
В'єтнамки у національному костюмі аозай

Основним народом В'єтнаму є в'єтнамці. Інша поширена назва — в'єти. За оцінками 2015 року у країні проживало 81,3 млн в'єтнамців, що становить 90,2 % населення В'єтнаму.
Сучасні в'єти розмовляють в'єтнамською мовою. За релігією є буддисти, даоси, конфуціанці, католики (5-10 %), протестанти, на півдні — прихильники синкретичних культів Као-Дай і Хоа-Хао.
Основне заняття в'єтнамців — поливне землеробство (рис, кукурудза, батат, бавовна, чай, кунжут тощо) і рибальство. Частина населення зайнята в промисловості та водному транспорті. З художніх ремесел розвинуті поліхромний лаковий розпис, гончарство, латунно-карбоване виробництво, обробка кістки, панцира черепахи, рогів та тощо. Основу харчування складають рис, овочі, рибні продукти. Стійко зберігається національний костюм, особливо у жінок (широкі шаровари і халат з високими бічними розрізами). Різноманітне народне музичне, хореографічне та театральне мистецтво. Популярність патріотичних сюжетів здавна характерна для мистецтва в'єтнамців.

### Мионг

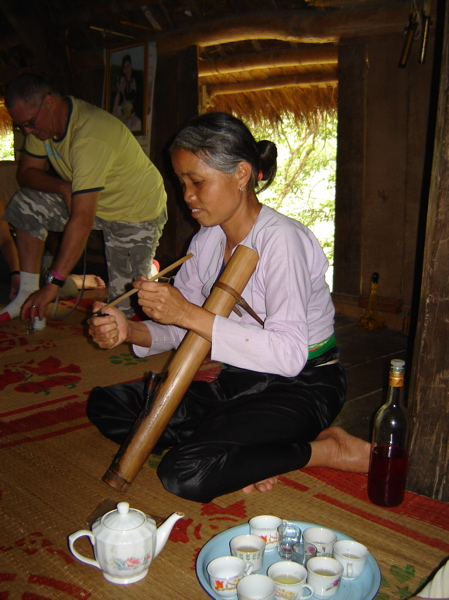
Куріння і розпивання бананового вина; традиції мионг

Представники народу мионг проживають на півночі В'єтнаму в основному в гірських провінціях Хоабінь і  Тханьхоа. Навколо міста  Хоабінь знаходяться чотири великих населених пункти, в яких і живуть представники народу мионг: Мионгванг, Мионгбі, Мионгтханг і Мионгдонг. В основному мионг розселяються в цій області вздовж струмків і річок. За даними 2009 року у В'єтнамі проживало 1,26 млн мионгів, що становить 1,5 % від населення країни.

### Тхо
Тхо це група народів на півночі В'єтнаму, в основному в провінції Нгеан, на південний схід від  Ханоя.
Чисельність тхо згідно переписом 2009 року становила 74,4 тис. осіб. Тхо не так ізольовані, як інші, більш дрібні в'єт-мионгські народи. Займаються підсічно-вогневим землеробством, полюванням і збиранням.

## Кхмерська група

### Південні кхмери

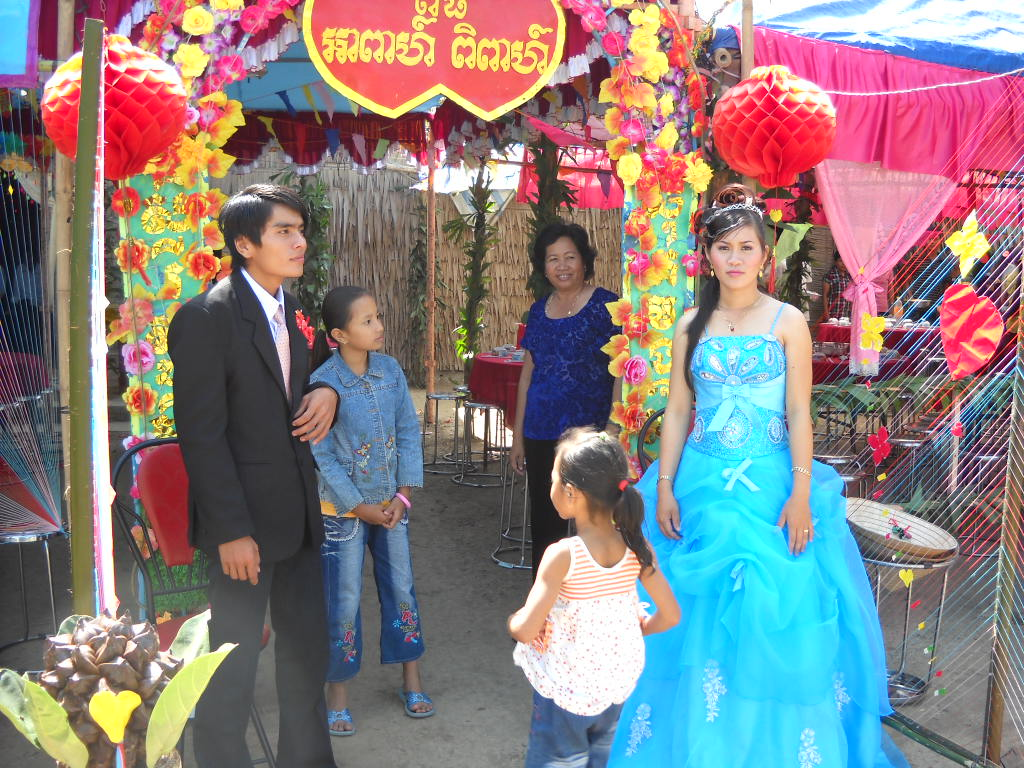
Весілля південних кхмерів у В'єтнамі

За чисельністю південні кхмери (кхмер-кром) займають третє місце в країні, за даними 2009 року тут проживало 1,26 млн осіб. Живуть у дельті річки Меконг.

## Тайські народи

### Тай і тхай

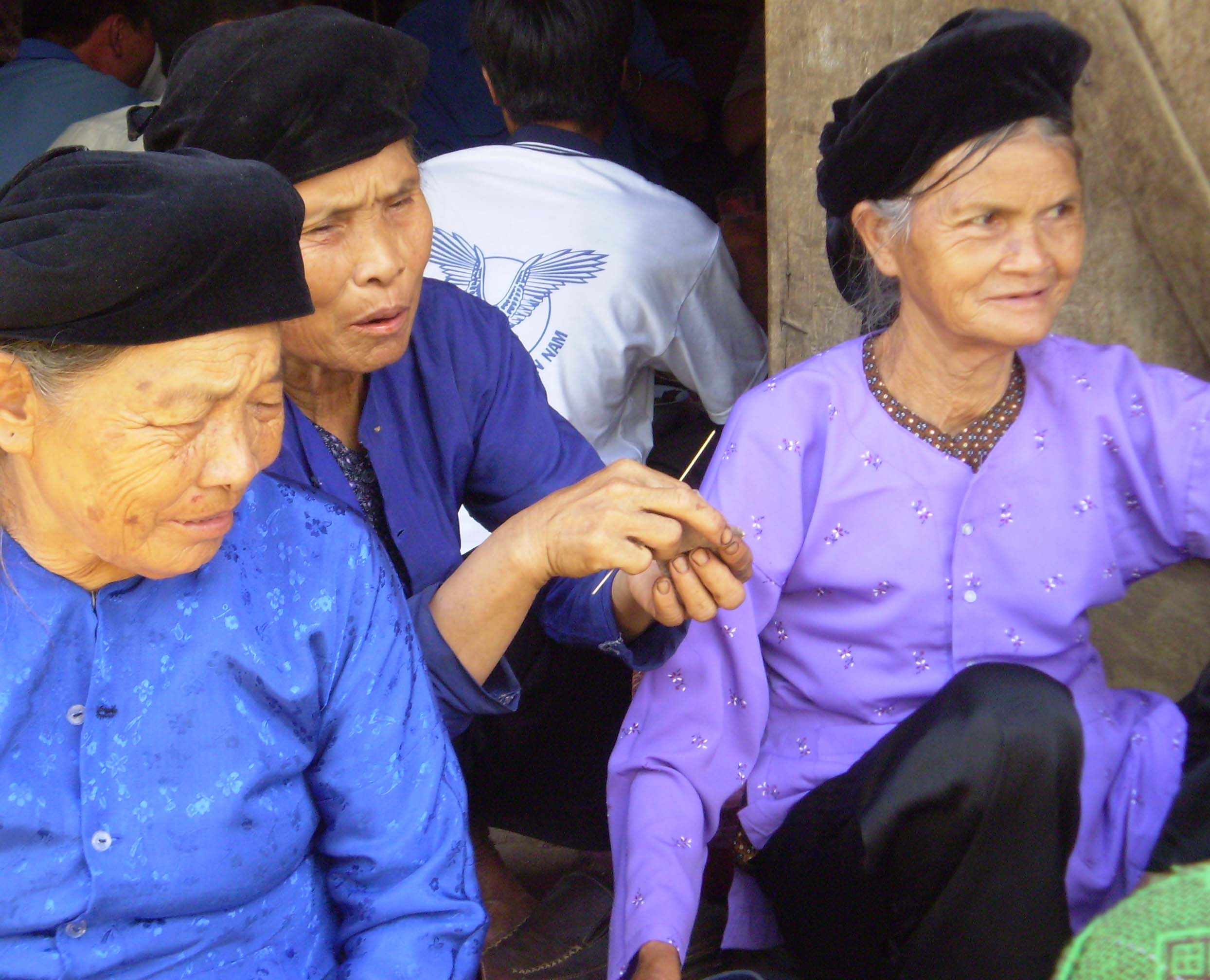
жінки тай

Тайські народи займають великі простори Північного В'єтнаму — порослі лісами гори, що широким півколом охоплюють долину Хонгха. Тут проживає понад 3 млн представників групи і вони є найчисельнішою національною меншиною В'єтнаму.
Більшість дослідників ділять тай на дві групи: тай (тхо), що мешкають на схід від річки Хонгха, і тхай, що проживають на захід цієї річки аж до кордонів з Лаосом і Китаєм. Тай і тхай говорять на близьких мовах, скоріше на діалектах однієї мови, мають багато спільного в матеріальній та духовній культурі, тому є підстави розглядати їх як єдиний народ.
Тхай включають кілька груп, які були, мабуть, колись етнічними підрозділами, але до теперішнього часу розрізняються тільки за елементами матеріальної культури, головним чином за кольором жіночого одягу. Це основні гілки — тхай ден (тхай чорні) і тхай чанг (тхай білі).
Основне заняття тай — поливне землеробство в долинах і на схилах навколишніх гір. На терасові поля (жуонг) вода подається з річок, що протікають в долинах, за допомогою систем водопідйомних споруд, або шляхом відводу води по бамбуковим трубах і канавах з гірських струмків, що беруть початок вище терас. В останні роки все більше поширюється трьохсезонного обробка земель та вирощування рису сорту нам нінь.

### Нунг

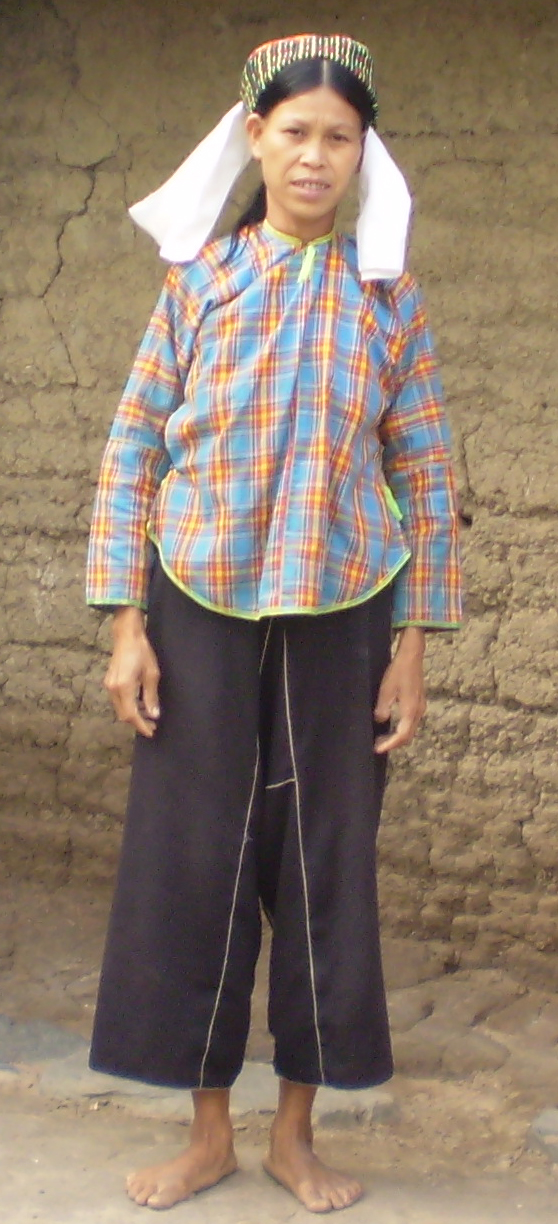
Жінка нунг в національному одязі

Нунги з'явилися у В'єтнамі в кінці I тис до н. е. з Південного Китаю. У 2009 році їхня чисельність становила 960 тис. осіб. Вони населяють провінції Каобанг, Лангшон, Хазянг, Бакзянг і Лаокай, тобто північно-східні райони В'єтнаму.
Нунг поділяються на кілька груп (нунг фансінь, нунг тунгсінь або нунг суанг, нунг інь, нунг ан, нунг куйкін, нунг тяо), назви яких вказують на минулі місця їхнього розселення або на характерні елементи жіночого одягу (наприклад нунг лай, жінки яких носять темні хустки в білий горошок). Між ними є невеликі відмінності в мові і звичаях, але етнічно вони єдині. Нунг говорять на одній з мов групи тай, з більшою, ніж у тай, домішкою китайської лексики.
Основне заняття нунг — поливне землеробство в лощинах і передгір'ях.

### Нянг
Нянги (зяй), близькі по мові і культурі до тай. Живуть у північних районах, в гірських долинах. Чисельність — понад 56 тис. осіб.
Головне заняття нянгів — вирощування поливного рису в долинах. Крім того, на гірських ділянках, оброблених підсічно-вогневим способом, вони сіють суходільний рис, кукурудзу, бавовну, а поблизу домів вирощують батат, овочі, апельсини, мандарини, банани. У вільний від польових робіт час полюють, здебільшого індивідуально, на оленів, кабанів, їжатців, птахів. Займаються рибальством, використовуючи верші і вудки.

## Мяо-яо

### Мяо

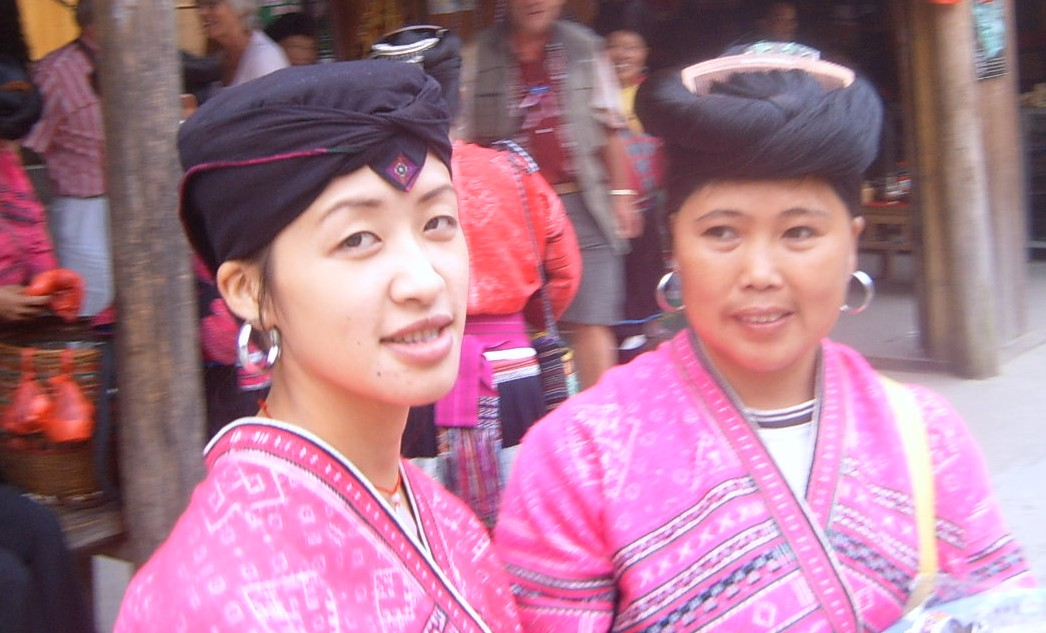
Жінки яо

За даними перепису 2009 року у В'єтнамі проживало 1068 тис. мяо. Живуть на півночі країни на межі із Китаєм та Лаосом.

### Яо
У В'єтнамі живе 751 тис. яо. Проживають на півночі країни. У В'єтнамі цей народ також називають зао. В анімістичних віруваннях і культі предків особливе місце належить легендарному першопредку — п'ятикольоровому собаці Паньху. Розвинутий фольклор — казки і легенди, прислів'я і приказки.

## Китайськомовні народи
У північних провінціях В'єтнаму, серед інших національних меншин проживають народи, що говорять на південних діалектах китайської мови: хоа (823 тис. осіб), санзіу або чай (146 тис. осіб), сантяй (15800 осіб), сафанг (2900 осіб), куйтяу (1100 осіб). Крім того, у В'єтнамі живуть китайці — нащадки емігрантів, які переселялися сюди починаючи з XIII ст. У XVII в. біженці з Китаю утворили в передмісті Сайгона поселення Шолон, яке з плином часу розрослося до розмірів міста. У 2009 році в країні проживало 970 тис. китайців. У В'єтнамі китайці займаються переважно овочівництвом, ремеслом і торгівлею і живуть окремими громадами в передмістях міст.

### Хоа
Найчисленніший китайськомовний народ В'єтнаму — хоа або хан. Місцеві жителі іноді називають їх нгай, але ця назва має зневажливий відтінок і офіційно не вживається. Хоа близькі за походженням, мовою та культурою до китайців провінцій Гуандун і Гуансі. Вони почали мігрувати до В'єтнаму ще в період династії Південна Сун (XIII ст.), але більшість з них прийшло після придушення тайнінського повстання у другій половині XIX ст, побоюючись репресій.
Хоа компактними групами проживають в провінції Хайнін. Вони займаються сільським господарством і ремеслом, особливо ткацтвом і виробництвом побутової кераміки. Частина хоа проживає в містах, портах і робочих селищах, працюючи на підприємствах, шахтах або в риболовецьких кооперативах. Селяни хоа в землеробстві застосовують ті ж способи обробки полів і іригації, що і в'єтнамці.
Поселення, матеріальна і духовна культура хоа — південнокитайського типу.
Серед хоа поширена китайська ієрогліфічна писемність, що дозволяє їм не тільки користуватися китайською літературою, але і записувати твори народної творчості, зокрема «пісні» тон ка, які виконують під час святкувань групи юнаків і дівчат. Навчання в школах ведеться на основі китайської писемності.
Що стосується вірувань, то крім шанування предків, хоа відправляють культ буддійської богині милосердя Гуаньїнь, приносячи жертви п'ятнадцятого числа кожного місяця за місячним календарем.

### Санзіу
На другому місці за чисельністю знаходиться народ санзіу або чай (слово «чай» означає «хутір»). Міграції санзіу з Південного Китаю до В'єтнаму почалися кілька століть тому і тривають досі. За мовою санзіу близькі до хоа китайської провінції Гуандун.
Поселення санзіу розкидані в горбистих місцевостях провінцій Куангнінь, Хонгкуанг, Хайнін, Бакзянг, Віньфук, Тхайнгуєн і Туєнкуанг. Більшість санзіу — селяни, а в районах, прилеглих до вугільних басейнів Хонггая і Камфа, значний прошарок робітників. Шахтарські селища санзіу забудовані кам'яними будинками, критими червоною черепицею.
Сільське населення Санз займається заливним і підсічно-вогневим землеробством, отримуючи по два врожаї на рік. У санзіу поширені прогресивні методи ведення сільського господарства: заготівля сіна, удобрення полів, глибока оранка, попередній відбір насіння, загущення висадка розсади. Все це дозволя збирати добрі врожаї, особливо кукурудзи, батату і маніока.
По духовній культурі і релігійним поглядам мало чим відрізняються від навколишніх народів. Поряд з буддизмом поширені культ предків і анімістичні вірування, побутують різні заборони, обереги, ворожіння. Так, наприклад, в день народження Будди, восьмого числа четвертого місяця, заборонені польові та будівельні роботи; в перший день першого місяця не можна ставити паркани і забивати кілки; якщо в будинку є вагітна жінка чи тільна буйволиця, не можна починати обробку поля без жертвопринесення; сприятливий день для початку будівництва житла визначають за допомогою ворожінь тощо На відміну від рівнинних народів, Санз не відзначають річниці смерті родичів, але зате по досягненні п'ятдесяти років святкують дні народжень. Поминанню предків присвячено п'яте число третього місяця, тобто свято весни.

### Сантяй, сафанг і куйтяу
Народи сантяй, сафанг і куйтяу, що живуть у прикордонних і центральних провінціях у північно-східній частині В'єтнаму — вихідці з південних областей Китаю і зберігають риси, властиві тамтешнім народам.